# Patrick Lolles
Patrick Lolles (ur. 1676, zm. 1739) znany również jako Don Patricio Laules (Lauwles) y Briaen – hiszpański dyplomata.
Pochodził z rodziny irlandzkich emigrantów. Brał udział w hiszpańskiej wojnie sukcesyjnej (1702–1714) po stronie Filipa V.
Od lutego 1713 do maja 1714 był Chargé d’affaires. Po powrocie z Londynu popierał sprawę pretendenta jakobickiego do tronu Anglii. W 1718 Giulio Alberoni wysłał go na negocjacje z królem Szwecji Karolem XII i carem Piotrem I. 
W latach 1720–1725 Laules był posłem hiszpańskim w Paryżu.